# Federico Martín Bahamontes
Federico Martín Bahamontes (castellà: Federico Bahamontes)  (Val de Santo Domingo, 9 de juliol de 1928 - Valladolid, 8 d'agost de 2023) va ser un ciclista espanyol que va ser professional entre 1954 i 1965, aconseguint 74 victòries.
Grandíssim escalador (va rebre el sobrenom de l'àliga de Toledo) aconseguí guanyar el Gran Premi de la muntanya del Tour en sis ocasions (1954, 1958, 1959, 1962, 1963 i 1964), a més del de la Vuelta (1957, 1958) i el Giro (1956).
El seu triomf més important fou la victòria a la general del Tour de França de 1959, on a més de la classificació de la muntanya guanyà dues etapes, una als Pirineus i l'altra a una cronoescalada al Puy-de-Dôme. El 1963 es classificà segon al Tour rere Jacques Anquetil que després d'una igualada lluita el vencé a la contra-rellotge. L'any següent va acabar tercer darrere Jacques Anquetil i Raymond Poulidor.
El 2009 fou guardonat amb el premi Marca Leyenda.

## Palmarès
- 1953
  -  Campió d'Espanya de les regions
- 1954
  - 1r del Gran Premi de la Muntanya al Tour de França
- 1955
  - 1r a la Vuelta a Asturias i vencedor d'una etapa
  - 1r a la Vuelta a los Puertos
  - Vencedor de dues etapes a la Volta a Catalunya
- 1956
  -  1r del Gran Premi de la Muntanya al Giro d'Itàlia
- 1957
  - 1r a la Vuelta a Asturias i vencedor d'una etapa
  - 1r del Gran Premi de la Muntanya a la Volta a Espanya i vencedor d'una etapa
- 1958
  -  Campió d'Espanya de fons en carretera
  - 1r del Gran Premi de la Muntanya al Tour de França i vencedor de 2 etapes
  - 1r del Gran Premi de la Muntanya a la Volta a Espanya
  - 1r a la Pujada a Arrate
  - Vencedor d'una etapa al Giro d'Itàlia
- 1959
  -  Campió d'Espanya de les regions
  -  Campió d'Espanya de Muntanya
  - 1r al Tour de França i vencedor del Gran Premi de la Muntanya
  - 1r a la Pujada a Arrate
  - Vencedor de 2 etapes a la Volta a Suïssa i 1r de la classificació de la muntanya
  - Vencedor d'una etapa a la Volta a Espanya
- 1960
  - 1r a la Pujada a Arrate
  - Vencedor d'una etapa a la Volta a Espanya
- 1961
  - 1r a la Pujada a Arrate
- 1962
  - 1r a la Pujada a Arrate
  - Vencedor del Gran Premi de la Muntanya al Tour de França
- 1963
  - Vencedor del Gran Premi de la Muntanya al Tour de França i vencedor d'una etapa
- 1964
  - 1r a la Pujada al Naranco
  - 1r als Sis dies de Madrid (amb Rik Van Steenbergen)
  - Vencedor del Gran Premi de la Muntanya al Tour de França i vencedor de 2 etapes
- 1965
  - 1r al Circuit de Provença
  - 1r a l'Escalada a Montjuïc

### Resultats al Tour de França
- 1954. 25è de la classificació general. 1r del Gran Premi de la Muntanya
- 1956. 4t de la classificació general
- 1957. Abandona (9a etapa)
- 1958. 8è de la classificació general. Vencedor de 2 etapes. 1r del Gran Premi de la Muntanya
- 1959. 1r de la classificació general. Vencedor d'una etapa. 1r del Gran Premi de la Muntanya
- 1960. Abandona (2a etapa)
- 1962. 14è de la classificació general. Vencedor d'una etapa. 1r del Gran Premi de la Muntanya
- 1963. 2n de la classificació general. Vencedor d'una etapa. 1r del Gran Premi de la Muntanya
- 1964. 3r de la classificació general. Vencedor de 2 etapes. 1r del Gran Premi de la Muntanya
- 1965. Abandona (10a etapa)

### Resultats a la Volta a Espanya
- 1955. 21è de la classificació general
- 1956. 4t de la classificació general
- 1957. 2n de la classificació general. Vencedor d'una etapa. 1r del Gran Premi de la Muntanya
- 1958. 6è de la classificació general. 1r del Gran Premi de la Muntanya
- 1959. Abandona. Vencedor d'una etapa
- 1960. Abandona. Vencedor d'una etapa
- 1965. 10è de la classificació general

### Resultats al Giro d'Itàlia
- 1956. Abandona.  1r del Gran Premi de la Muntanya
- 1958. 17è de la classificació general. Vencedor d'una etapa